# Lars Engström (skådespelare)
För andra med samma namn, se Lars Engström.
Pontus Lars Harald Engström, född 21 februari 1927 i Stockholm, död 11 februari 2009 i Stockholm, var en svensk teaterchef, regissör och skådespelare.

## Biografi
Lars Engström tog studenten 1944 och studerade sedan juridik vid Uppsala uniiversitet, där han blev juris kandidat 1949. Han påbörjade sedan en juridisk karriär, bland annat som tingsnotarie 1950–1952, innan han 1954 antogs som elev vid Göteborgs stadsteaters elevskola, tillsammans med Nadja Witzansky, Lena Söderblom, Kerstin Tidelius, Arne Eriksson, Bo Swedberg och Per Jonsson., där han studerade till 1957.  Han var sedan engagerad vid Göteborgs stadsteater, först som skådespelare och 1960–1966 som regissör.Han verkade därefter dels som frilansregissör dels i olika längre engagemang.
Han var konstnärlig ledare  för Fästningsspelen i Varberg  och 1966–1967 för en teatergrupp vid Riksteatern/Svenska teatern. Han var rektor för Statens scenskola i Malmö 1967–1973 och teaterchef vid Uppsala-Gävle stadsteater 1974–1980. Efter 1989 var han åter verksam som skådespelare.
Engström debuterade som teaterregissör 1958 på Fästningsspelen i Varberg med Den inbillade sjuke. 
Lars Engström var från 1950 gift med Maj Engström, ogift Nieckels (född 1927), dotter till civilingenjör Harry Nieckels och Margit , född Möller.
Han avled den 11 februari 2009, efter en längre tids sjukdom. Han är gravsatt på Galärvarvskyrkogården i Stockholm.

## Filmografi
Roller
- 1980 – Flygnivå 450
- 1989 – Täcknamn Coq Rouge
- 1991 – Joker
- 1991 – Kopplingen (TV-serie)
- 1992 – Kvällspressen (TV-serie)
- 1994 – Läckan (TV-serie)
- 1995 – En på miljonen
- 1995 – Anmäld försvunnen (TV-serie)
- 1995 – Vita lögner
- 1996 – Hjältar
- 1996 – Jerusalem
- 1998 – Beck – The Money Man (TV-film)
- 1998 – Pip-Larssons (TV-serie)
- 1999 – Nya tider (TV-serie)

Regi
- 1962 – Trängningen (TV-serie)
- 1969 – En episod under boxarupproret i Kina år 1900 (TV-serie)

## Teater

### Roller (ej komplett)
| År   | Roll | Produktion                               | Regi            | Teater                |
| ---- | ---- | ---------------------------------------- | --------------- | --------------------- |
| 1959 |      | Plötsligt i somras Tennessee Williams    | Staffan Aspelin | Göteborgs stadsteater |
| 1959 |      | Vid skilda bord Terence Rattigan         | Åke Falck       | Göteborgs stadsteater |
| 1959 |      | Besök av gammal dam Friedrich Dürrenmatt | Johan Falck     | Göteborgs stadsteater |

### Regi (ej komplett)
| År   | Produktion                                                                         | Upphovsmän                                                        | Teater                                 |
| ---- | ---------------------------------------------------------------------------------- | ----------------------------------------------------------------- | -------------------------------------- |
| 1960 | Att och att icke                                                                   | Bo Sköld                                                          | Göteborgs stadsteater                  |
| 1961 | Man kan aldrig veta You Never Can Tell                                             | George Bernard Shaw                                               | Göteborgs stadsteater                  |
| 1962 | Fallet Elisabeth von Ritter A Far Country                                          | Henry Denker                                                      | Göteborgs stadsteater                  |
| 1963 | En månad på landet Месяц в деревне, Mesiats v derevne                              | Ivan Turgenev                                                     | Göteborgs stadsteater, våren 1963      |
| 1964 | Mister Ernest The Importance of Being Earnest, A Trivial Comedy for Serious People | Oscar Wilde                                                       | Göteborgs stadsteater, 15 januari 1964 |
| 1964 | Brecht om Brecht                                                                   | Bert Brecht                                                       | Göteborgs stadsteater, maj 1964        |
| 1967 | Hela dagarna i träden Des journées entières dans les arbres                        | Marguerite Duras Översättning Nils A. Bengtsson och Gun Bengtsson | Stockholms stadsteater                 |
| 1983 | Kvinnor och äppelträd                                                              | Moa Martinson                                                     | Riksteatern                            |
| 1985 | Solens barn Дети солнца, Deti solntsa                                              | Maksim Gorkij                                                     | Riksteatern                            |
| 1993 | Spektakel på Haga                                                                  | Lars Engström                                                     | Fjärilshuset                           |